# Ro-318220
Ro-318220は、ビスインドリルマレイミドに分類されるプロテインキナーゼC (PKC) 阻害剤の一つである。